# 島田ひでとし
島田 ひでとし（しまだ ひでとし、1976年7月9日 - ）は、埼玉県さいたま市出身のものまねタレント。本名、島田 英俊（読み同じ）。身長173cm、血液型はAB型。中居正広（元SMAP）のそっくりさんとして活動している。ワシヤプロモーション所属。旧芸名はヒデ島田。

## 来歴・人物
ニセSMAP軍団の一員として『ものまねバトル』（日本テレビ）にレギュラー出演し、中居正広（SMAP）のものまねを披露。
『ものまねバトル』終了後の2010年2月からはものまねSMAPのメンバーとして『爆笑そっくりものまね紅白歌合戦スペシャル』（フジテレビ）にレギュラー出演している。
また、お笑いトリオ侍PANGのメンバーとしても活動していた（担当はツッコミ）。
また、もっぷん・よっしー・ジゴロー・スズケン（すいたんすいこう）と共にSMAPのそっくりさんユニットのSCRAPとしても活動している。
2011年6月21日放送の『『ぷっ』すま』（テレビ朝日）では番組レギュラーで中居と同じくSMAPのメンバーである草彅剛と共演し、「SHAKE」を一緒に歌い踊った。
2012年7月22日放送の『FNS27時間テレビ 笑っていいとも!真夏の超団結特大号!!徹夜でがんばっちゃってもいいかな?』で、中継ではあるが、ものまねSMAPとして中居本人の目の前で初めてものまねを披露した。
その後、2013年1月5日放送の『めちゃ²イケてるッ! 厄よけ開運初笑いなんて日だスペシャル!!』（フジテレビ）で中居の影武者として中居本人と初共演した。
また、2014年7月5日放送の『めちゃ²イケてるッ! 郷に入っては郷に従え裸の2時間スペシャル!!!』内のコーナー「めちゃギントン」では中居、草彅・稲垣と共演した。
また、『さんま&SMAP!美女と野獣のクリスマススペシャル』（日本テレビ）にも中居役で再現VTRに出演している。
2015年2月18日発売のSMAPのシングル「ユーモアしちゃうよ」の
ミュージック・ビデオに、
ものまねSMAPの一人として出演した。
アルバイト先が山本高広と同じだったことがある。
出身である埼玉県で「七転び八起き」という店名のうどん屋の店主をつとめている。

## ものまねレパートリー
- 中居正広（SMAP）

## 出演番組
- ものまねバトル（日本テレビ）
- 爆笑そっくりものまね紅白歌合戦スペシャル（フジテレビ）
- 『ぷっ』すま（テレビ朝日）
- めちゃ²イケてるッ!（フジテレビ）
- さんま&SMAP!美女と野獣のクリスマススペシャル（日本テレビ）

ほか